# Sylvilagus bachmani
O Coelho-do-chaparral (Sylvilagus bachmani) é um leporídeo do oeste norte-americano associado a vegetação de chaparral.